# Josef Podpěra (kameník)
Josef Podpěra (13. prosince 1846 Tuchlovice – 16. prosince 1913 Světlá nad Sázavou) byl český kameník a podnikatel, zakladatel kamenického závodu ve Světlé nad Sázavou, zabývajícího se především opracováváním stavařského kamene či realizacemi náhrobků a pomníků.

## Život

### Mládí
Narodil se do kamenické rodiny pocházející z Kamenných Žehrovic nedaleko Kladna. Vyučil se kameníkem, stejně jako tři jeho bratři, následně odešel sbírat pracovní zkušenosti jako tovaryš mimo rodný kraj. Roku 1870 byl najat k rekonstrukci zámeckého areálu ve Světlé nad Sázavou, který v tom samém roce zakoupil a zveleboval hrabě František Josef ze Salm-Reifferscheidtu. Kraj se začal hospodářsky rozvíjet, zejména díky budované železniční trati Rakouské severozápadní dráhy (ÖNWB) spojující Vídeň a Berlín. Podpěra se ve Světlé usadil, oženil a založil zde vlastní kamenickou dílnu.

### Vlastní podnik

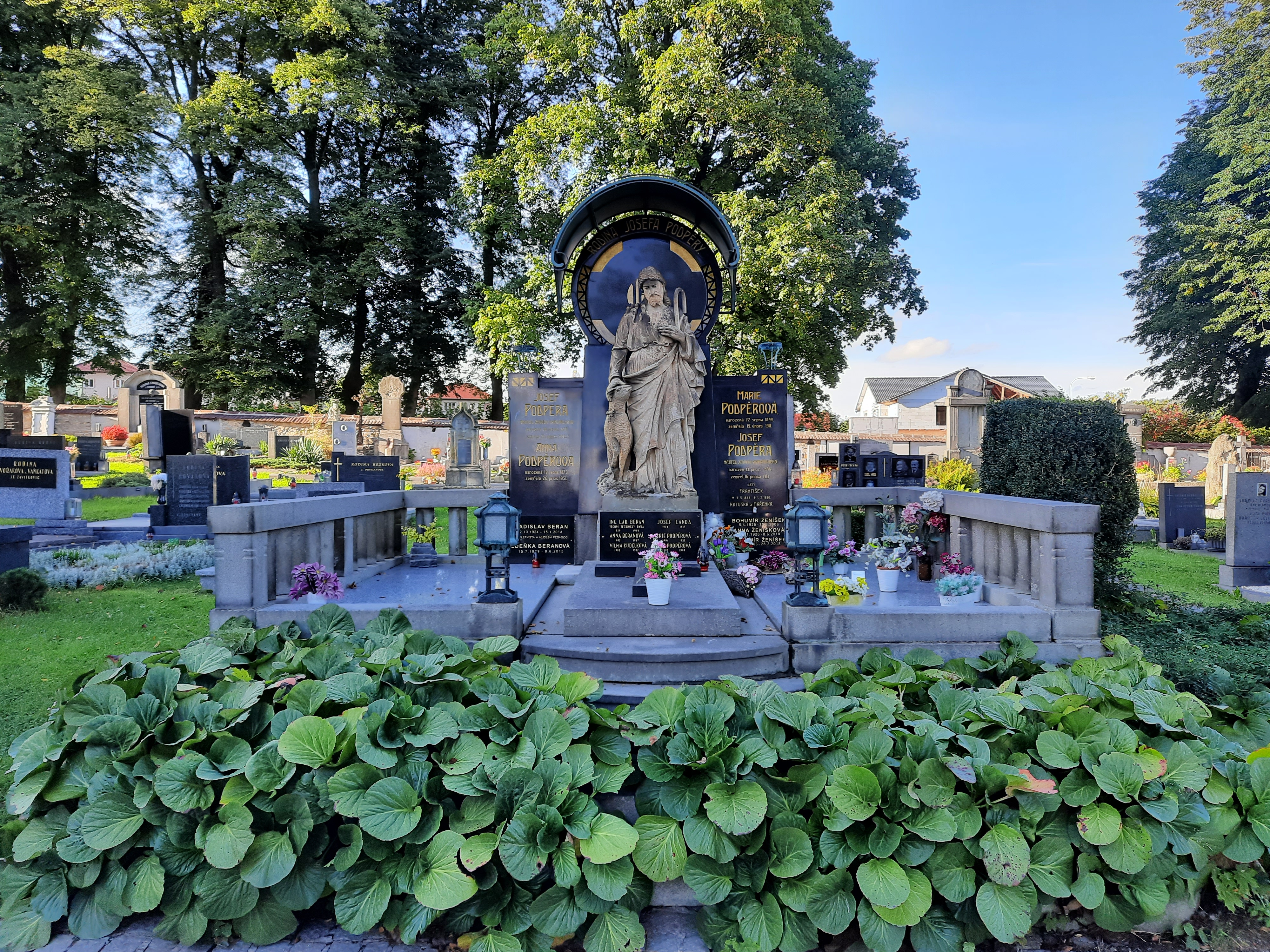
Hrobka Josefa Podpěry a syna Josefa Podpěry mladšího na městském hřbitově ve Světlé nad Sázavou

Svou firmu úspěšně rozvíjel, dodával kámen pro stavbu trati ÖNWB, podnikání napomáhala také blízkost několika lomů, například v Horkách, kde se těžilo několik typů kvalitní žuly. Do Světlé se přistěhoval též jeho mladší bratr Antonín (1860–1912) a roku 1880 zde otevřel vlastní kamenický podnik. Ve svém závodu zaměstnával Josef Podpěra na 120 lidí, závod se později začal specializovat na elektrické leštění kamene. Firma se podílela též na dodávkách pro stavbu trati ze Světlé do Čerčan, plně zprovozněné roku 1903:

### Úmrtí
Josef Podpěra zemřel 16. prosince 1913 ve věku 67 let. Pohřben byl v rodinné hrobce vyrobené vlastní firmou na městském hřbitově ve Světlé nad Sázavou.

### Rodinný život
V únoru roku 1872 se oženil s Marií Choutkovou ze Služátek. Syn Josef Podpěra mladší (1875–1940) vystudoval kamenickou školu v Hořicích a byl spolužákem a přítelem sochaře Jana Štursy, posléze nastoupil do vedení závodu.